# Croton gnaphalii
Espèce
Croton gnaphalii est une espèce de plantes à fleurs du genre Croton et de la famille des Euphorbiaceae, présente du Brésil (Rio Grande do Sul) jusqu'en Uruguay.
Il a pour synonyme :
- Croton herteri, Arechav., 1910
- Oxydectes gnaphalii, (Baill.) Kuntze